# Migmacastor
Migmacastor es un género extinto de roedor perteneciente a la familia de los castores, Castoridae, y es conocido a partir de una única especie, Migmacastor procumbodens. Solo se ha reportado un espécimen de esta especie, un cráneo de estratos de finales del Oligoceno o principios del Mioceno de Nebraska, Estados Unidos. Los rasgos de los dientes incisivos de Migmacastor indican que eran usados para cavar. Otros castores extintos, incluyendo al mejor conocido Palaeocastor, eran también fosoriales (cavadores), pero Migmacastor puede haberse vuelto un cavador de manera independiente.